# Aéroport domestique d'Hafar Al-Batin
L’aéroport domestique d'Hafar Al-Batin est situé dans la King Khalid Military City, à proximité de la frontière du Koweït dans la province de l'est, en Arabie saoudite.
- Doublon avec  King Khalid Military City Airport.

## Compagnies et destinations
- Saudi Arabian Airlines : Jeddah, Riyadh